# Molokai
Molokai (seu nome oficial é Moloka‘i) é a quinta maior ilha das Havaí, possuindo uma área de 676 quilômetros quadrados. O monte Kamakou é o ponto mais alto da ilha, com seus 1 512 metros de altitude. É parte do estado norte-americano de Havaí.